# Камерано
Камера̀но (на италиански: Camerano, на местен диалект Camerà, Камера) е градче и община в Централна Италия, провинция Анкона, регион Марке. Разположено е на 231 m надморска височина. Населението на общината е 7295 души (към 2010 г.).